# Comuna Brezovica
Brezovica (Občina Brezovica) este o comună din Slovenia, cu o populație de 9.334 de locuitori (2002).

## Localități
Brezovica pri Ljubljani, Dolenja Brezovica, Gorenja Brezovica, Goričica pod Krimom, Jezero, Kamnik pod Krimom, Notranje Gorice, Planinca, Plešivica, Podpeč, Podplešivica, Preserje, Prevalje pod Krimom, Rakitna, Vnanje Gorice, Žabnica